# Савёлова, Мария Ивановна
Мария Ивановна Савёлова (8 апреля 1929, Чернуха, Тверская губерния — 22 ноября 2021, Бугровское сельское поселение, Ленинградская область) — советский передовик производства в сельском хозяйстве. Герой Социалистического Труда (1980).

## Биография
Родилась 8 апреля 1929 года в деревне Чернуха (ныне — в Краснохолмском районе Тверской области) в семье служащих, отец — ветеринарный врач, мать — колхозный полевод.
С ранних лет М. И. Савёлова была приучена к крестьянскому труду, с 1943 года — с четырнадцати лет, в трудные годы Великой Отечественной войны, М. И. Савёлова работала в колхозе Краснохолмского района и считалась передовиком, выполняя норму на 140 процентов.
С 1950 года училась на агрономическом отделении Краснохолмского сельскохозяйственного техникума и работала в хозяйствах Калининской области. С 1965 года работала колхозницей и бригадиром в совхозе «Бугры» в деревне Энколово Всеволожского района Ленинградской области. Бригада М. И. Савёловой выращивала отличные урожаи картофеля, редиса, капусты, моркови. Через несколько лет ее поставили во главе вновь созданной бригады в Энколово, закрепив за ней площадь в 130 гектаров — в два раза больше, чем прежде. 8 апреля 1971 года и 11 декабря 1973 года Указом Президиума Верховного Совета СССР «за отличие в труде» М. И. Савёлова была награждена Орденом Знак Почёта и Орденом Октябрьской революции.
К 1980 году бригада под руководством М. И. Савёлова получала урожай по 450 центнеров капусты и 430 центнеров моркови (при плане 270) с гектара. Отличало выращенную бригадой продукцию и высокое качество. Морковь и капуста, не перекормленные удобрениями, в прекрасном состоянии хранились до ранней весны.
10 марта 1980 года Указом Президиума Верховного Совета СССР «за выдающиеся успехи, достигнутые во Всесоюзном социалистическом соревновании, проявленную трудовую доблесть в выполнении планов и социалистических обязательств по увеличению производства и продажи государству зерна и других продуктов земледелия в 1979 году» Мария Ивановна Савёлова была удостоена звания Героя Социалистического Труда с вручением Ордена Ленина и золотой медали «Серп и Молот».
С 1989 года — на пенсии. Проживала в Бугровском сельском поселении Всеволожского района Ленинградской области. Неоднократно избиралась депутатом Всеволожского районного и Муринского сельского Совета.
Умерла 22 ноября 2021 года, похоронена на Порошкинском кладбище Всеволожского района.

## Награды
- Медаль «Серп и Молот» (10.03.1980)
- Орден Ленина (10.03.1980)
- Орден Октябрьской революции (11.12.1973)
- Орден Знак Почёта (8.04.1971)

### Звания
- Почетный гражданин Всеволожского района (14.05.2003)

## Ссылка
- Жизнь, прожитая с пользой. Всеволожский муниципальный район. Дата обращения: 11 марта 2020.